# Barnes City
Barnes City – miasto w Stanach Zjednoczonych, w stanie Iowa, w hrabstwach Mahaska i Poweshiek. Zgodnie ze spisem statystycznym z 2000 roku, miasto liczyło 201 mieszkańców. Ćwierć wieku później (2023) ich liczba spadła do 151 osób.

## Historia
Miasto zostało założone po zbudowaniu przez kolej żelazną zajezdni w 1881 roku na gruntach będących własnością Jamesa Barnesa. Pierwszy kierownik także nazywał się Barnes, więc miasto nazwano Barnes Station na cześć obu mężczyzn. Nazwę zmieniono później na Barnes City gdy liczba mieszkańców wzrosła. Została zarejestrowana 20 kwietnia 1899 roku.

## Geografia
Barnes City znajduje się na 41°30′ 30 N, 92°28′ 8 W (41.508248, -92.468980).
Według United States Census Bureau miasto zajmuje obszar 1,6 km².

## Demografia
Według spisu statystycznego z 2000, było tam 201 ludzi, 92 gospodarstw domowych i 50 rodzin mieszkających w mieście. Gęstość zaludnienia wynosiła 129,8 osób na km². Były tam 102 domy ze średnią zagęszczenia 65,6/km². Według rasy 99,50% było rasy białej a 0,50% rasy czarnej.
Było 92 gospodarstw domowych, w 27,2% z nich mieszkały dzieci poniżej 18 lat, 39,1% stanowiły małżeństwa żyjące razem, 8,7% stanowiły kobiety nie posiadające męża oraz 44,6% stanowiły osoby samotne. 37,0% ze wszystkich gospodarstw domowych składało się z jednej osoby a 20,7% miało ludzi żyjących samotnie mających więcej niż 65 lat życia. Średnia wielkość domu wynosiła 2,18 i średnia wielkość rodziny to 2,86.
W mieście ludność stanowiła 25,9% w wieku poniżej 18 lat, 6,5% od 18 do 24, 23,4% od 25 do 44, 27,4% od 45 do 64, i 16,9% osób powyżej 65 roku życia. Średni wiek wynosił 40 lat. Na każde 100 kobiet przypadało 116,1 mężczyzn. Na każde 100 kobiet powyżej 18 roku życia, było 104,1 mężczyzn.
Średni dochód dla gospodarstwa domowego w mieście wynosił 29.583 dolarów, a średni dochód dla rodziny wynosił 32.321 dolarów. Średni dochód wynosił 31.250 dolarów dla mężczyzny i 21.250 dolarów dla kobiety. Dochód na osobę w mieście wynosił 14.135 dolarów. Około 14,0% rodzin i 20,7% populacji miasta żyło poniżej granicy ubóstwa, w tym 43,5% osób poniżej osiemnastego roku życia i 5,9% tych mających sześćdziesiąt pięć lub więcej lat.